# Michel Drucker

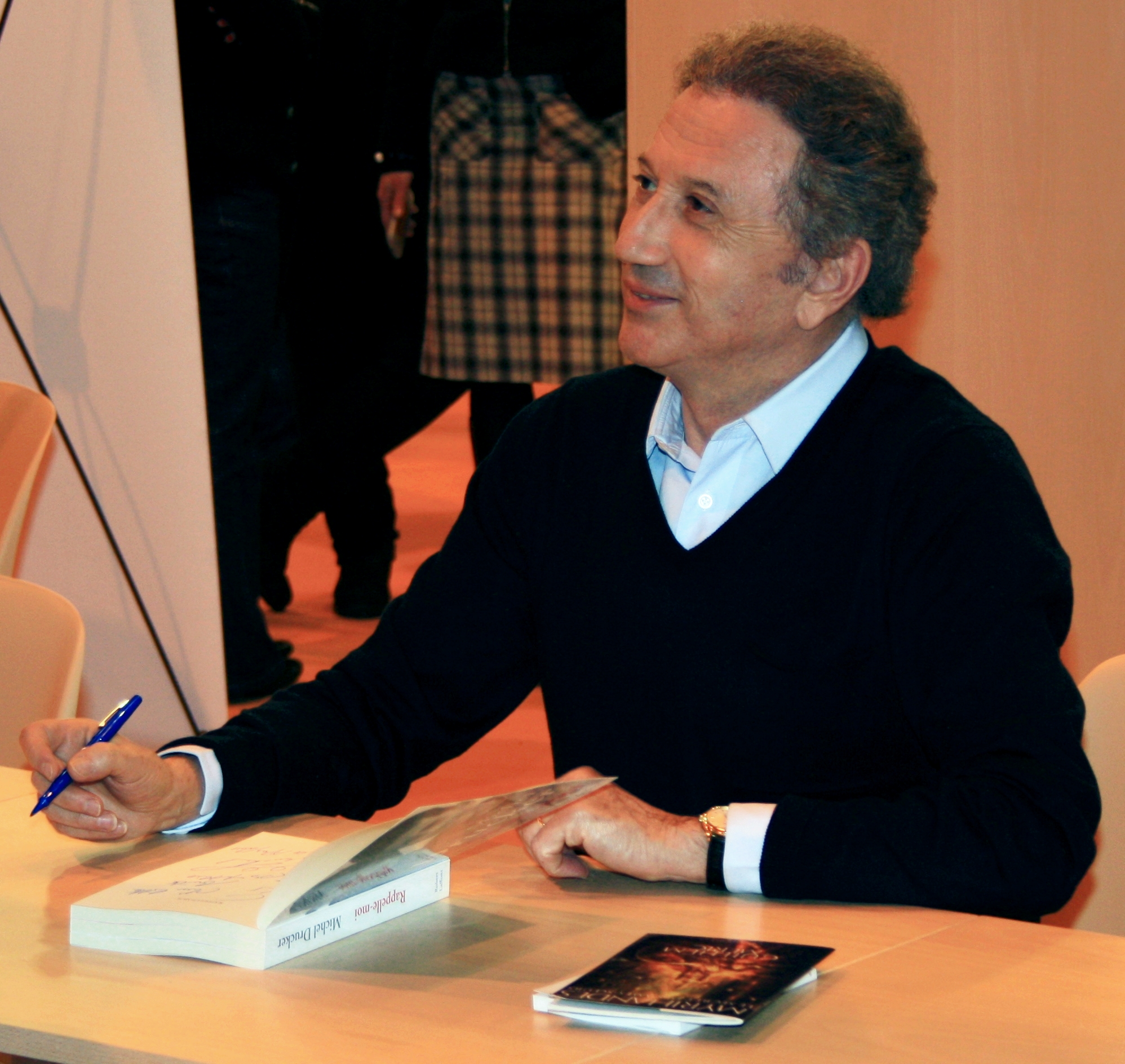
Michel Drucker al Salon du Livre di Parigi de 2011.

Michel Drucker (Vire, 12 settembre 1942) è un giornalista e conduttore televisivo francese.

## Biografia
Michel Drucker è nato a Vire, nel Calvados, in Normandia; è figlio di Abraham Drucker, un ebreo nativo di un villaggio che prima della prima guerra mondiale apparteneva alla Bucovina, in Austria-Ungheria, poi alla Romania e per finire dopo la seconda guerra mondiale all'Ucraina, col nome odierno di Davydivka (Давидівка), che nel 1925 emigra in Francia per studiare medicina. Lasciata la Romania passando da Vienna vi incontra Lola Schafler, allieva infermiera, che lo raggiungerà in Francia dove si sposeranno nel 1930 a Ploemeur (nel Morbihan) e saranno naturalizzati francesi nel 1937. È il fratello minore di Jacques Drucker, dirigente televisivo, e fratello maggiore di Jean Drucker.
Comincia la sua carriera di giornalista nel 1965 all'ORTF come giornalista sportivo e commentatore. In seguito, dal commento per le partite della Ligue 1, passa a presentare varietà; è conosciuto per il suo atteggiamento cortese nei confronti delle star dello show business. È sposato con Dany Saval ed è lo zio di Léa Drucker, attrice francese, e di Marie Drucker, giornalista televisiva, entrambe figlie di Jean. È noto inoltre per aver aiutato numerosi cantanti del Québec, tra cui Céline Dion; conduce Vivement Dimanche, tutte le domeniche pomeriggio su France 2.